# Сона (приток Роны)
Со́на (фр. Saône [son]) — река на востоке Франции, правый и крупнейший приток Роны. Длина 473,3 км, площадь бассейна 29 321 км². Средний расход воды 410 м³/с.
Река берёт начало у лотарингского города Вьомениль, течёт преимущественно на юг — юго-запад, впадает в Рону возле Лиона. Протекает через 3 региона Гранд-Эст, Бургундия — Франш-Конте, Овернь — Рона — Альпы и 5 департаментов Вогезы, Верхняя Сона, Кот-д’Ор,Сона и Луара и Рона, 205 коммун. Высота истока — 405 м над уровнем моря. Высота устья — 158 м над уровнем моря.
Сона судоходна, соединена каналами с реками Мозель, Луара (через Центральный канал и Боковой канал Луары), Марна (через канал Марна — Сона), Сена (через Йонну и Бургундский канал), Рейн (через канал Рейн — Рона).
Крупнейшие притоки — Ду (453 км), Оньон (214 км), Сей (100 км), Грона (96 км), Уша (95 км), Тий (83 км).
Название Сона произошло от древнего названия Сауконна (Sauconnam), которое впервые упоминается в IV веке до н. э. Аммианом Марцеллином, по имени кельтской речной богини Сауконны (Souconna), культ которой был у племени секванов. Римляне называли реку Арар (лат. Arar), а еще раньше — Бригул (лат. Brigoulus).